# ريتشية غوسويلرية
ريتشية غوسويلرية (الاسم العلمي:Ritchiea gossweileri) هي نوع من النباتات تتبع جنس الريتشية من الفصيلة القبارية.